# 다리아 (애니메이션)

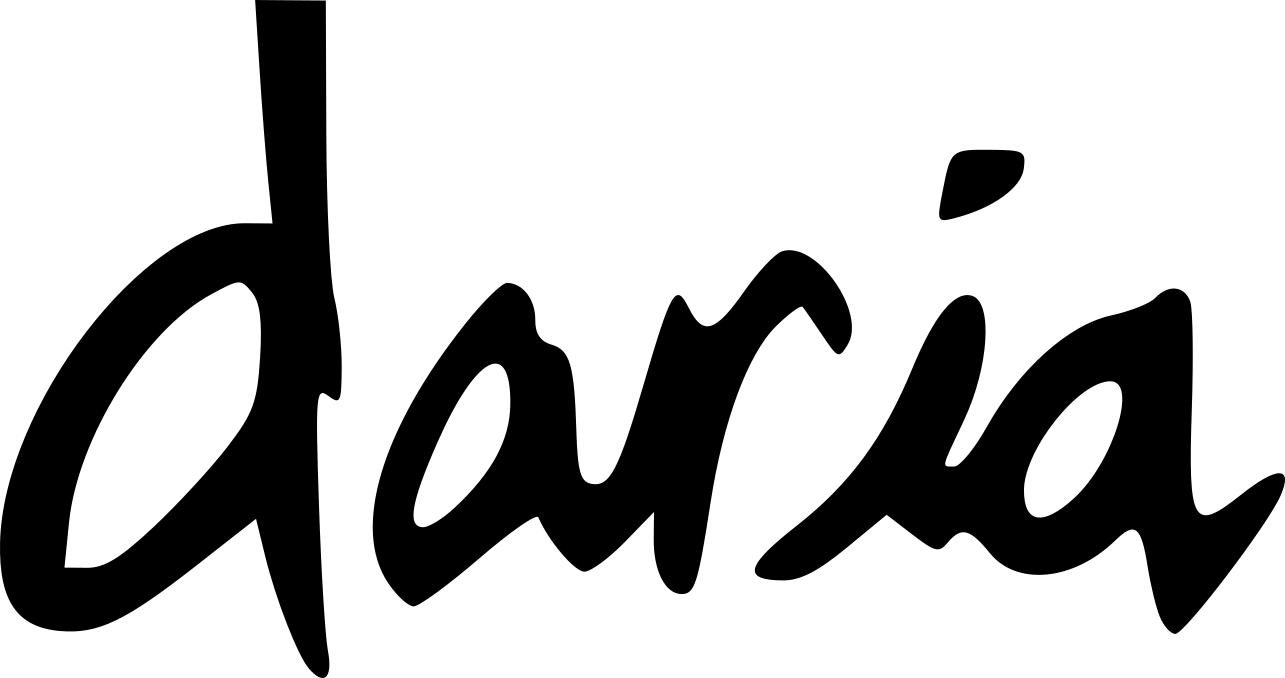

다리아(영어: Daria)는 미국의 성인용 애니메이션이다. 1997년 3월 3일부터 2001년 6월 25일까지 5개의 시즌과 2002년 1월 21일에 마지막 특별편인 'Is It College Yet?'이 방영되었다. MTV에서 제작하였으며, 또또와 유령친구들의 제작을 맡았던 외주업체 (주) 프러스원 애니메이션과 러프 드래프트 코리아 측에서 애니메이션 작업을 담당하였다.

비비스와 버트헤드의 등장인물 중 한 명인 다리아의 인기 때문에 만들어진 스핀오프 작품이다. 총 5개의 시즌과 2개의 특별 에피소드가 만들어졌다.
국내에서는 투니버스를 통해 1999년 5월 1일부터 자막판으로 방영되기 시작했으며, 시즌 1과 시즌 3 에피소드만 방영되었다.